# Sušac
Sušac – bezludna wyspa w Chorwacji, na Morzu Adriatyckim. Administracyjnie należy do żupanii dubrownicko-neretwiańskiej i gminy Lastovo.
Jest położona 24 km na zachód od Lastova i 27 km na południowy wschód od Visu. Zajmuje powierzchnię 4,6 km². Długość linii brzegowej wynosi 13,7 km. Jest zbudowana z wapienia. Północ wyspy jest porośnięta roślinnością. Od 1880 roku na przylądku Gradeška funkcjonuje latarnia morska.